# Lokomotive Kreuzberg
Lokomotive Kreuzberg war eine deutsche Politrock-Band. Sie wurde Anfang 1972 in West-Berlin gegründet. Bereits zur Jahreswende 1972/1973 war die Band professionell tätig. Bis zu ihrer Auflösung spielte die eng mit den Gewerkschaften verbundene Gruppe in wechselnden Besetzungen, tourte intensiv durch Deutschland und gastierte auch mehrmals in Ost-Berlin. Aus finanziellen Gründen musste die Band Ende 1977 aufgeben.
Neben dem Gründungsmitglied Andreas Brauer (Gesang, Keyboard, Violine, Flöte, Gitarre, Percussion), Texter Kalle Scherfling (Gesang) sowie Volker Hiemann (Gesang, Gitarre) und Uwe Holz (Schlagzeug, Gesang, Harmonika, Percussion) waren auch Uve Müllrich (Gitarre, Bass; danach Bass bei Embryo, 1979 Gründer der Band Dissidenten), später ersetzt durch Bernhard Potschka, Manfred Praeker (ab 1973) und Herwig Mitteregger (ab 1976) Teil der Band. Nach der Auflösung von Lokomotive Kreuzberg spielten Mitteregger, Potschka und Praeker in der Nina Hagen Band und gründeten später die erfolgreiche Deutschrock-Gruppe Spliff.

## Diskografie
- 1972: Kollege Klatt (Album)
- 1973: James Blond (Album)
- 1973: Hey Mister America (Single)
- 1975: Fette Jahre (Album)
- 1976: Arbeitslos / Teddy Tex (Single)
- 1977: Mountain Town (Album)
- 1994: Gesammelte Werke (1972-78) (Album, Kompilation)